# Marko Tomićević
Marko Tomićević (serbisch-kyrillisch Марко Томићевић; * 19. April 1990 in Novi Sad, SFR Jugoslawien) ist ein serbischer Kanute.

## Karriere
Marko Tomićević nahm an zwei Olympischen Spielen teil. Sein Debüt gab er 2012 in London und gehörte bei diesen Spielen zum serbischen Aufgebot im Einer-Kajak. Auf der 1000-Meter-Strecke verpasste er als Siebter seines Halbfinals den Einzug in den Endlauf und belegte im B-Finale Rang zwei. Im Gesamtklassement wurde er damit Zehnter.
Bei den Olympischen Spielen 2016 in Rio de Janeiro trat er unter anderem mit Milenko Zorić in der 1000-Meter-Konkurrenz mit dem Zweier-Kajak an. Mit über sieben Sekunden Vorsprung wurden sie vor den Australiern Ken Wallace und Lachlan Tame im Vorlauf Erste und qualifizierten sich so direkt für den Endlauf. Im Finale waren sie mit 3:10,969 Minuten nochmals schneller als im Vorlauf, mussten sich aber den Deutschen Max Rendschmidt und Marcus Gross knapp geschlagen geben, die zwei Zehntelsekunden vor Zorić und Tomićević die Ziellinie überquerten. Sie erhielten somit die Silbermedaille, vor Ken Wallace und Lachlan Tame auf Rang drei. Darüber hinaus war Tomićević ebenso wie Zorić Teil der serbischen Besetzung des Vierer-Kajaks. Der Vorlauf verlief zwar mit Rang sechs enttäuschend, als Dritte des Halbfinals gelang ihnen jedoch noch der Einzug ins Finale. Dieses schlossen sie nach 3:10,241 Minuten auf dem achten und letzten Platz ab.
Weitere Medaillen sicherte sich Zorić bei Welt- und Europameisterschaften. 2014 gewann er in Moskau im Zweier-Kajak über 1000 Meter zunächst mit Vladimir Torubarov die Bronzemedaille bei den Weltmeisterschaften, ehe alle weiteren Medaillengewinne mit seinem Olympiapartner Milenko Zorić erfolgten. 2015 wurden sie in Mailand bei den Weltmeisterschaften ebenso Dritte wie ein Jahr darauf bei den Europameisterschaften in Moskau. Ihren größten gemeinsamen Erfolg feierten die beiden Serben schließlich bei den Weltmeisterschaften 2017 in Račice u Štětí mit dem Titelgewinn. Im selben Jahr wurden sie außerdem Vizeeuropameister in Plowdiw. 2018 gewannen sie in Montemor-o-Velho die Bronzemedaille bei den Weltmeisterschaften und wurden in Belgrad erstmals auch Europameister.
Tomićević vertrat außerdem Serbien bei den Europaspielen 2015 in Baku und belegte im Einer-Kajak über 1000 Meter den achten Platz. Bereits 2009 gewann er bei den Mittelmeerspielen in Pescara die Silbermedaille in dieser Disziplin.